# Ike (Fire Emblem)
Ike (アイク Aiku?) es el personaje principal de Fire Emblem: Path of Radiance, videojuego lanzado en 2005 para Nintendo GameCube en donde él es el protagonista. Su seiyū es Michihiko Hagi y su actor de voz es Jason Adkins.
También forma parte de la historia principal de Fire Emblem: Radiant Dawn.
Aparece en otros juegos de Intelligent Systems como Fire Emblem: Awakening, Fire Emblem Fates, Code Name: S.T.E.A.M., Fire Emblem Heroes, así como en Super Mario Maker y varias entregas de la serie Super Smash Bros.

## Fire Emblem: Path of Radiance
Ike es el hijo de Greil, líder de los "mercenarios de Greil". Cuando su padre es asesinado por el Caballero Negro Ike toma el liderazgo y en la mayor parte de la historia de Path of Radiance es contratado por la heredera al trono Elincia. Al principio del juego Ike es algo ingenuo y su valentía aumenta a lo largo de su historia. Tiene poca memoria de su vida en Galia como un chico joven, y antes de unirse a los "Mercenarios de Greil", muestra que no conoce los laguz. Es un personaje agradable y valiente, y es muy protector con sus amigos y familiares. Su motivación es vengar la muerte de su padre, pero él no busca recompensa en ayudar a la liberación de Crimea y ayudar a Elincia para reclamar el trono como reina, con excepción del pago habitual de ser un mercenario. A pesar de que no tiene ningún deseo de convertirse en un noble, acepta el título de Lord para que pueda dirigir el Ejército de Liberación de Crimea después de su triunfo frente al duque Oliver.
Ike comienza el juego como un integrante más de los "mercenarios de Greil". Algunos miembros le menosprecian por novato, como Boyd y Shinon. Después de enterarse sobre la invasión a Daein, Ike hace trabajar a los mercenarios más duro para prepararse para la tarea del liderazgo. Tras la muerte de Greil, Ike toma el gobierno de los mercenarios, ignorado por Gatrie y despreciado por Shinon.
Finalmente, cerca del final del juego, adquiere la divina espada Ragnell en los duelos contra el Caballero Negro, con la ayuda de su hermana Mist.

## Fire Emblem: Radiant Dawn
Ike y los mercenarios de Greil aparecen al final de la parte II, cuando rescatan a Lucia. Es el personaje principal de la parte III del juego, y también aparece en la parte IV, en la que se alía con Micaiah, y vuelve a encontrarse con el Caballero Negro, como culminación de su enfrentamiento.

## Fire Emblem: Awakening
Ike no aparece en la historia principal. Hay un personaje llamado Priam que dice ser descendiente del "héroe radiante", y posee la espada Ragnell.
Aparece en el DLC "Granujas y libertadores 3". Si es derrotado, se ofrece a unirse al ejército del jugador.

## Fire Emblem Fates
Usando el amiibo de Ike, aparece en el castillo del jugador.

## Fire Emblem Heroes
Fueron anunciadas dos versiones especiales de Ike para este juego, puesto que fue el personaje masculino más votado durante la campaña promocional de 2017 del juego de dispositivos inteligentes. Quedó primera, con 33 871 votos, su representación del Path of Radiance, y quinta, con 17 684 votos, con su representación del Radiant Dawn. Posteriormente han salido 3 versiones más de Ike.

## Code Name: S.T.E.A.M.
Este juego, también creado por Intelligent Systems, es compatible con las figuras amiibo de la serie Super Smash Bros., permitiendo a los jugadores jugar como Ike, Marth, Daraen y Lucina, escaneando sus correspondientes figuras.

## Super Mario Maker
El sprite de Ike aparece en el juego cuando se escanea el amiibo de la serie Super Smash Bros., o desbloqueándolo en el modo 100 Marios, pudiendo jugarse los niveles de 8 bits con él.

## SerieSuper Smash Bros.
Aparece desde el principio tanto en SSBB como en SSB 3DS/Wii U. Lleva consigo la Ragnell, la cual es bastante poderosa; en la quinta entrega es desbloqueable.

### Movimientos
| Dirección del movimiento | Nombre                  | Descripción |
| Neutral                  | Erupción 噴火           | Alza la espada al aire y al irla cargando de poder emana lava y explota de fuego cuando toca el suelo. Al igual que Roy, al recargar demasiado tiempo le causa 10 de daño. |
| Lateral                  | Espadazo 居合い斬り     | Ike carga de poder la espada para dar un zarpazo con ella. |
| Hacia arriba             | Éter 天空               | Lanza la espada al aire, después sale tras ella y la captura y al final cae al suelo en picada en un corte. Ike es inmune a los ataques enemigos después de lanzar el Éter. |
| Hacia abajo              | Contraataque カウンター | Al igual que Marth en Super Smash Bros. Melee, Super Smash Bros. Brawl, Super Smash Bros. para Nintendo 3DS y Wii U Super Smash Bros. Ultimate y Roy en Super Smash Bros. Melee y en Super Smash Bros. para Nintendo 3DS y Wii U, su poder es realzado de las especialidades de Roy. El contraataque de Ike es muy lento comparado con el de Marth, pero resulta más doloroso con al menos 10% de daño. |
| Smash Final              | Gran Éter 大天空        | Es una versión más extendida, poderosa y llamativa del Éter normal. |